# Michel Boudart
Michel Boudart (* 18. Juni 1924 in Ixelles, Brüssel; † 2. Mai 2012 in Palo Alto, Kalifornien) war ein belgisch-amerikanischer Chemiker und Chemieingenieur an der Stanford University. Er galt als herausragende Figur der Katalyse-Forschung, insbesondere auf dem Gebiet der Heterogenen Katalyse.

## Leben
Boudart entstammte einer belgischen Industriellen-Familie, sein Vater François Boudart war Präsident der Fédération des Industries Chimiques de Belgique. Michel Boudarts Studium der Chemie wurde durch den Zweiten Weltkrieg unterbrochen. Er erwarb 1945 an der Université catholique de Louvain einen Bachelor in Chemie und 1947 einen Master. 1950 promovierte er bei Hugh Stott Taylor an der Princeton University, wo er anschließend eine Dozentur erhielt. 1953 wurde er stellvertretender Direktor des SQUID-Projektes, 1954 Assistant Professor in Princeton, 1958 Associate Professor. 1959 verbrachte er ein Sabbatical bei Andreas Acrivos an der University of California, Berkeley, wo er ab 1961 zum Lehrkörper gehörte. 1964 erhielt Boudart eine Professur an der Stanford University. Hier blieb er bis zu seiner Emeritierung 1994.
Zu seinen Schülern gehörte Ryong Ryoo.
Bodart gehörte zu den Gründern von Catalytica Associates, Inc. Weitere Geschäftsbeziehungen hatte er mit dem Katalysator-Hersteller Haldor Topsøe in Dänemark (Synthese von Ammoniak) und mit John H. Sinfelt von ESSO in den Vereinigten Staaten (Erdölraffinerie).
Michel Boudart war seit 1948 mit Marina d′Haese († 2009) verheiratet. Das Paar hatte fünf Kinder, von denen eines als Kind starb.

## Auszeichnungen (Auswahl)
- 1975 Mitglied der National Academy of Sciences[1]
- 1977 ACS Award in Colloid Chemistry der American Chemical Society[2]
- 1979 Mitglied der National Academy of Engineering[3]
- 1980 Mitglied der Académie royale des Sciences, des Lettres et des Beaux-Arts de Belgique[4]
- 1981 Fellow der American Association for the Advancement of Science
- 1985 E. V. Murphree Award in Industrial and Engineering Chemistry der American Chemical Society[5]
- 1991 Mitglied der American Academy of Arts and Sciences[6]
- 1991 Chemical Pioneer Award des American Institute of Chemists[7]
- Ehrenmitglied der California Academy of Sciences

Boudart hielt Ehrendoktorate folgender Universitäten: Universität Lüttich, University of Notre Dame, Universität Gent, Institut National Polytechnique de Lorraine. Die North American Catalysis Society und die European Federation of Catalysis Societies vergeben einen Michel Boudart Award for the Advancement of Catalysis.